# 金鹰勋章
金鹰勋章（羅馬化：Altyn Qyran ordeni）是哈萨克斯坦共和国最高级别的勋章。

## 图集

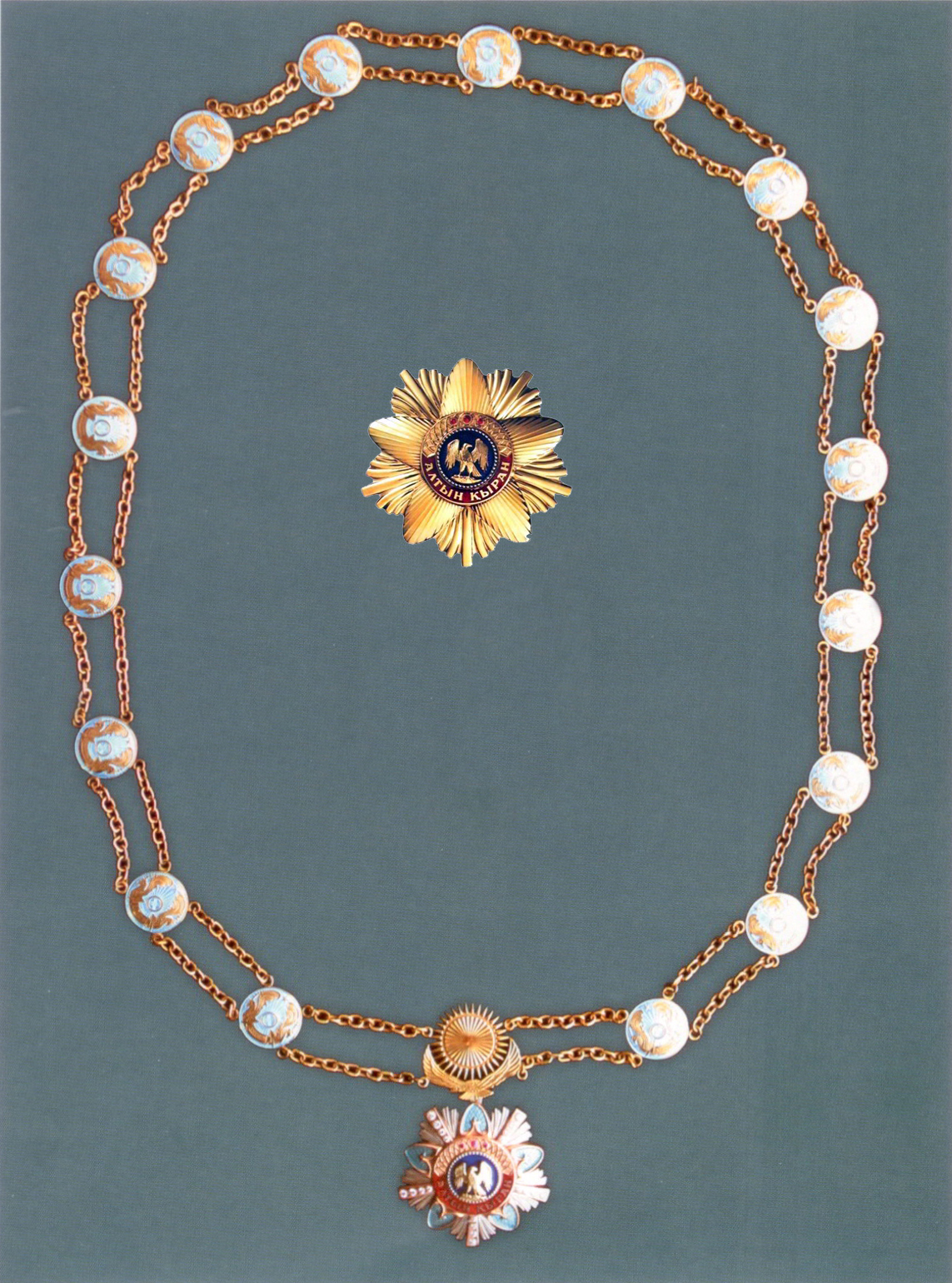
链章
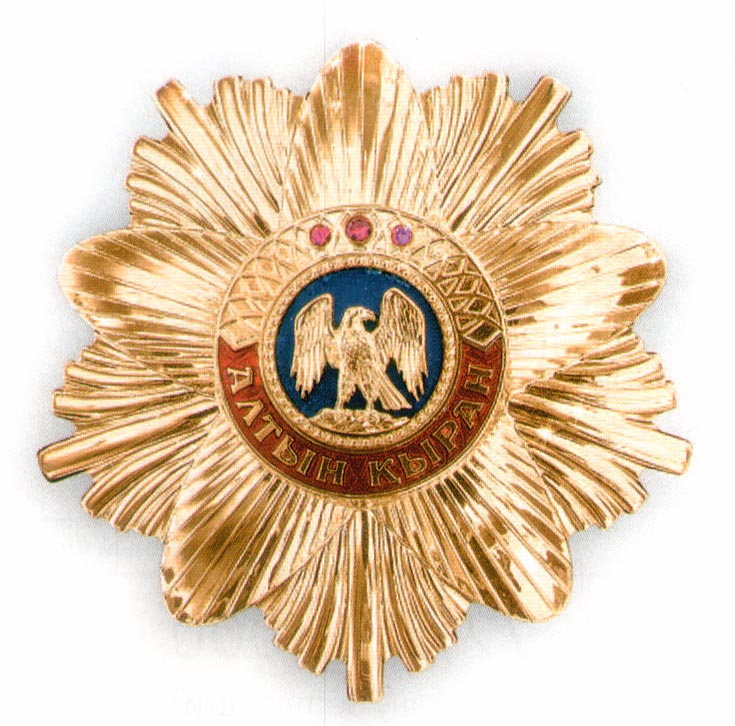
星章
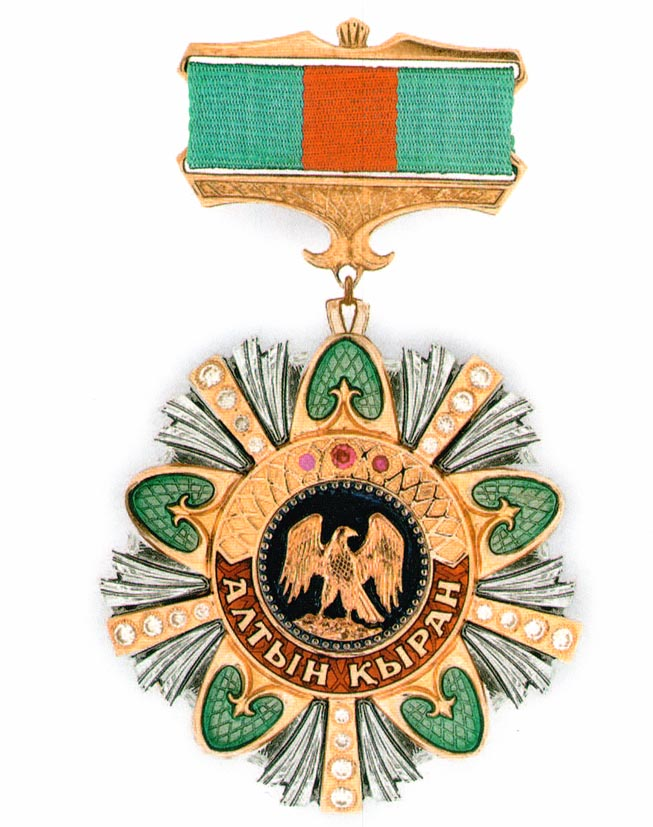
绶章
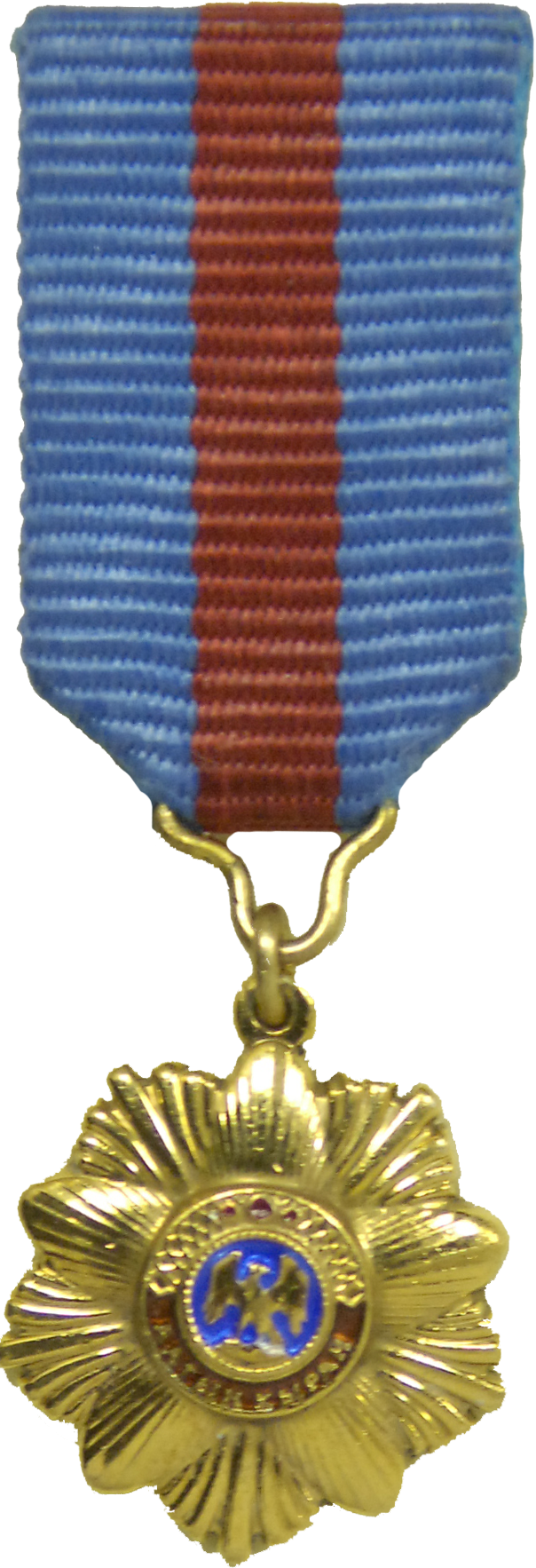
副章
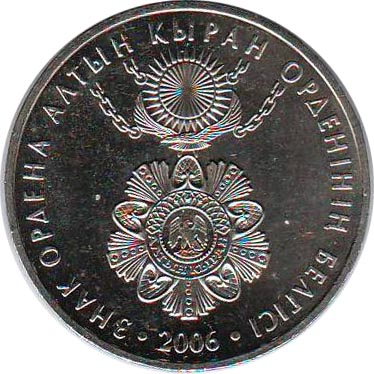
50坚戈背面
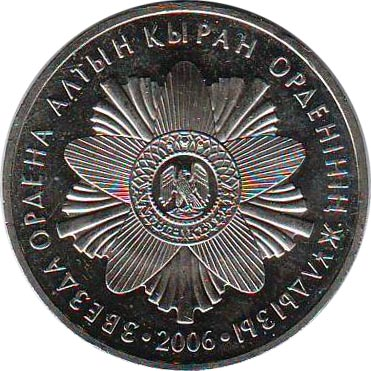
50坚戈背面

## 获授者
- 叶利钦：俄罗斯总统（1997年）
- 伊斯蘭·卡里莫夫：乌兹别克斯坦总统（1997年）[2]
- 江泽民：中共中央总书记、中国国家主席（1999年）[3]
- 列昂尼德·库奇马：乌克兰总统（1999年）
- 伊丽莎白二世：英国女王（2000年）
- 格哈特·施羅德：德国总理（2003年）
- 普京：俄罗斯总统（2004年）
- 穆罕默德·胡斯尼·穆巴拉克：埃及总统（2008年）
- 明仁：日本天皇（2008年）
- 哈利法·扎耶德：阿拉伯联合酋长国总统（2009年）
- 塔里娅·哈洛宁：芬兰总统（2009年）[4]
- 李明博：韩国总统（2009年）
- 尼古拉·萨科齐：法国总统（2009年）
- 雷杰普·塔伊普·埃尔多安：土耳其总理（2012年）
- 阿卜杜拉·居尔：土耳其总统（2012年）
- 胡安·卡洛斯一世：西班牙国王（2013年）
- 卡瑟姆若马尔特·托卡耶夫：哈萨克斯坦总统（2019年）
- 库尔班古力·别尔德穆哈梅多夫：土库曼斯坦总统（2022年）
- 萨勒曼·本·阿卜杜勒-阿齐兹·阿勒沙特：沙特阿拉伯国王（2022年）
- 伊利哈姆·阿利耶夫：阿塞拜疆总统（2022年）
- 习近平：中共中央总书记、中国国家主席（2022年）
- 塔米姆·本·哈邁德·阿勒薩尼：卡塔尔埃米尔（2022年）
- 埃莫马利·拉赫蒙：塔吉克斯坦总统（2023年）